# Edisons 2010
De Edisons 2010 werden op 3 oktober 2010 uitgereikt in het Beurs-WTC gebouw in Rotterdam. Het was voor het eerst sinds de jaren 60 dat de uitreiking van de Edisons plaatsvond in het najaar.
De nominaties werden bekendgemaakt op 1 september. Net als in 2009 werden uitsluitend Nederlandse artiesten en producties onderscheiden.
Er waren twee publieksprijzen, Beste album en Beste song. De categorie Kleinkunst/Luisterlied werd omgedoopt in Theater.
De uitreiking was voor het eerst te zien bij Veronica en werd gepresenteerd door Johnny de Mol en Lauren Verster. Veronica was tevens de naamgever voor de Beste song-categorie. Het stemmen hiervoor kon op de website van Veronica.
Er waren oeuvreprijzen voor Herman van Veen en Rowwen Heze. Van Veen kreeg zijn Edison al in maart ter gelegenheid van zijn 65e verjaardag.

## Winnaars
- Vrouw: Caro Emerald voor Deleted Scenes from the Cutting Room Floor
  - Overige genomineerden: Wende Snijders en Anouk
- Man: Guus Meeuwis voor NW8
  - Overige genomineerden: Bertolf en Tiësto
- Album: 3JS voor Dromers en Dwazen (Publieksprijs)
- Song: Kane voor No Surrender
- Nieuwkomer: Tim Knol voor Tim Knol
  - Overige genomineerden: Waylon en Lisa Lois
- Groep: Kytemans Hip Hop Orchestra voor The Hermit Sessions
  - Overige genomineerden: Kane en 3JS
- Comedy: Herman Finkers voor Na de Pauze
  - Overige genomineerden: Marc-Marie Huijbregts en Niet Uit Het Raam
- Theater: Nynke Laverman voor Nomade
  - Overige genomineerden: Sara Kroos en Stef Bos
- Oeuvre: Rowwen Heze
- Oeuvre: Herman van Veen